# جيفري ساتون
جيفري ستيوارت ساتون (بالإنجليزية: Jeffrey Sutton)‏ (مواليد 31 أكتوبر 1960 في الظهران، المملكة العربية السعودية) قاض اتحادي في محكمة الاستئناف في الولايات المتحدة للدائرة السادسة.

## النشأة والمسيرة المهنية
حصل ساتون على شهادة البكالريوس من كلية وليامز في عام 1983. بعد تخرجه من الجامعة وقبل دراسة القانون عمل ساتون مدرسا لمادة التاريخ في مدرسة ثانوية وكان أيضا مدرب كرة قدم في أكاديمية كولومبوس وهي مدرسة خاصة في غاهانا بأوهايو.
حصل على شهادة في القانون من كلية موريتز للقانون بجامعة ولاية أوهايو في عام 1990. ثم عمل لدى توماس مسكيل قاضي محكمة الاستئناف في الولايات المتحدة للدائرة الثانية من 1990 إلى 1991 ثم لدى أنتونين سكاليا قاضي المحكمة العليا للولايات المتحدة من 1991 إلى 1992.
كان سوتون متدرب خاص في كولومبوس من 1992 إلى 1995 ومن 1998 إلى 2003. عمل ساتون محامي دولة لولاية أوهايو من 1995 إلى 1998. كما شغل منصب أستاذ مساعد في القانون في كلية موريتز للقانون بجامعة ولاية أوهايو. منذ عام 1994 عمل محاضر زائر في كلية هارفارد للحقوق. يقوم بتدريس القانون الدستوري للدولة وهو الموضوع الذي كان مهتم به بشكل خاص وحوله ألف عدة كتب.

## الدائرة السادسة

### الترشيح
تم ترشيح ساتون لأول مرة من قبل الرئيس جورج دبليو بوش في 9 مايو 2001 للحصول على مقعد الدائرة السادسة مكان ديفيد ألدريتش نيلسون. هذا الترشيح تم تقديمه خلال مؤتمر الولايات المتحدة الأمريكية السابع بعد المائة ولم يحصل على أي صوت من مجلس الشيوخ الأمريكي. لم يتم تأكيد ساتون في هذا المنصب إلا بعد مرور سنتين تقريبا ففي 29 أبريل 2003 صوت مجلس الشيوخ الأمريكي لكونغرس الولايات المتحدة بالموافقة على ترشيحه حيث أيده 52 صوت ورفضه 41 صوت للدائرة السادسة. بدأ عمله فعليا في 5 مايو 2003. ساتون ثالث قاضي يتم ترشيحه للدائرة السادسة من قبل بوش ويوافق عليه مجلس الشيوخ.

### الفترة
عرف عن القاضي ساتون أنه المحرك الفكري وراء حركة المحافظين من للقضاة السابقين للدائرة السادسة. في يونيو 2011 أصبح ساتون أول قاضي جمهوري مرشح يحكم لصالح ولاية الرعاية الصحية في قانون الرعاية الصحية للرئيس باراك أوباما.
في نوفمبر 2014 قام ساتون بالتمسك بالحكم الصادر بمنع زواج المثليين في ميشيغان وتينيسي في الدائرة السادسة عكس ستة أحكام من المحكمة الاتحادية السابقة. كان قرار المحكمة الاتحادية الثانية دعم حظر زواج المثليين بعد أن أبطلت المحكمة العليا الأميركية جزء من قانون الدفاع عن الزواج في الولايات المتحدة ضد وندسور في يونيو 2013. تبع هذا الحكم أحكام من الدوائر الرابعة والسابعة والتاسعة والعاشرة بتحويل الدعوى إلى مراجعة حظر زواج المثليين عندما رفض في وقت سابق القيام بذلك. في قضية أوبيرفيل ضد هودجز نقضت المحكمة العليا القرار الصادر عن الدائرة السادسة.

### القاضي الاحتياطي
منذ انضمامه إلى مقاعد البدلاء فإن القاضي ساتون أحد أفضل القضاة الاحتياط الذين يرسلون متدربو القانون للتقاضي أمام المحكمة العليا.

## المنشورات
- وكلاء تغيير المحاكم: هل نريد المزيد أو أقل ؟، 127 مجلة هارفارد للقانون 1419 (2014).
- بارنيت، فرانكفورتر، والمراجعة القضائية، 96 ماركيت مراجعة القانون 133 (2012).
- ماذا وهل القانون الدستوري ليس من بين أمرض الدولة، 59 U. كان لام القس 687 (2011).
- القانون الدستوري للدولة: التجربة الحديثة (2010) (مع راندي J. هولندا، ستيفن ر. مكاليستر، وجيفري شامان).
- استعراض ريتشارد بوسنر، كيف يفكر القضاة (2008)، 108 ولاية ميشيغان. L. القس 859 (2010).
- دور التاريخ في حكم المنازعات عن معنى الدستور، 41 تكساس للتكنولوجيا L. القس 1173 (2009).
- لماذا التعليم ولماذا القانون الدستوري للدولة، دراسة، 34 أوكلاهوما. مدينة U. L. القس 165 (2009).
- قضية مدرسة مقاطعة سان أنطونيو المستقلة ضد رودريجيز وتوابعه، 94 فرجينيا. L. القس 1963 (2008).
- الاستئناف المنظور على إصدار الأحكام الاتحادية بعد بوكر وريتا، 85 DENV. U. L. القس 79 (2007).